# Hermenfrevel
Hermenfrevel bezeichnet die Schändung der athenischen Hermen (Pfeilerschäfte mit Kopf) im Jahr 415 v. Chr. und die damit verbundene Unruhe in der Stadt.

## Ereignis
Inmitten der Vorbereitungen zur zweiten Sizilienexpedition im Sommer 415 v. Chr. wurden in einer Nacht fast allen Hermen in Athen die Köpfe abgeschlagen oder verstümmelt (siehe auch Peloponnesischer Krieg). Die Athener wurden von diesem Vorfall in einer Phase großer Anspannung überrascht. Die Folge waren wilde Verdächtigungen gegen verschiedene Personen, die auf irgendeine Weise aus der Norm der Gemeinschaft herausfielen. Im Zuge der Ermittlungen wurden weitere religiöse Frevel aufgedeckt und untersucht. Nach Zeugenaufrufen häuften sich zunehmend Aussagen und Verdächtigungen zum Hermenfrevel oder anderen religiösen Vergehen. Hohe Kopfgelder wurden ausgesetzt und auch Sklaven und Metöken wurden zur Aussage aufgefordert. Besonders schwerwiegend war die Aufdeckung, dass die Mysterien von Eleusis als Posse in Privathäusern aufgeführt worden waren. Daran beteiligt war unter anderem der für sein ausschweifendes Leben bekannte Alkibiades. Opfer der existenzbedrohenden Denunziationen wurden aber auch andere Angehörige der Oberschicht, darunter der spätere Rhetor Andokides sowie der aus den platonischen Dialogen bekannte Phaidros und der Arzt Akumenos.
In Athen wurden die Vorkommnisse als schlechtes Vorzeichen für die bevorstehende Expedition nach Sizilien oder auch als Bedrohung für die Demokratie gewertet. Letzteres, die Tyrannis-Angst, schwebte in der Zeit der attischen Demokratie immer wie ein Damoklesschwert über der Polis.
Ins Zentrum der Anklage trat immer stärker Alkibiades. Dieser stand allerdings als Feldherr kurz vor der Abfahrt nach Sizilien. Da er sich seines Rückhalts bei seinen Untergebenen sicher war, forderte er einen sofortigen Prozess. Die politische Einschätzung seiner Gegner jedoch war, dass der Demos die Expedition nicht in Gefahr bringen wollte. Daher verlangten sie, Alkibiades solle zuerst nach Sizilien fahren und der Prozess erst nach seiner Rückkehr geführt werden.
Als in Athen die Anschuldigungen gegen Alkibiades immer schärfer wurden, entschloss sich die Stadt, den Feldherren zurückzuberufen. Sie schickten ein Schiff, die „Salaminia“, mit dem Alkibiades zurück nach Athen fahren sollte. Gemeinsam mit ihm standen nun auch andere Soldaten der Expedition unter Verdacht. Alkibiades bestieg das Schiff, floh jedoch bei einem Halt in Thurioi. Nach Umwegen begab er sich nach Sparta. In Abwesenheit wurde Alkibiades zum Tode verurteilt. Zudem wurden die Priester aufgefordert, Alkibiades zu verfluchen. Eine Priesterin weigerte sich, diesen Fluch auszusprechen.

### Thukydides
Thukydides widmete sich dem Hermenfrevel in seinem sechsten Buch. Er stellte vor allem die machtpolitischen Hintergründe heraus. Im Zentrum der Anklage stand demnach Alkibiades, der aufgrund seiner Lebensführung und seines Erfolgs in vielen Lebenslagen ohnehin immer wieder Angriffen ausgesetzt war. Der Hermenfrevel wurde von den Gegnern des Alkibiades genutzt, um diesen der Absicht einer Tyrannis zu verdächtigen. Laut Thukydides hatten die Gegner allerdings selbst die Absicht, die Macht zu übernehmen. Auch das Angebot von Alkibiades’ Gegnern, den Feldherrn erst nach Sizilien ziehen zu lassen, deutete Thukydides als List, um auf diese Weise während seiner Abwesenheit Verleumdungen zu verbreiten und so eine bessere Ausgangsposition im kommenden Prozess zu haben.
Dieser Plan war laut Thukydides erfolgreich, die Gegner konnten demnach Hermenfrevel und Schändung der Eleusinischen Mysterien gegen Alkibiades in Abwesenheit anführen. Der Wert der thukydideischen Ausführungen liegt also vor allem in einem Blick in die Machtkonstellationen und Auseinandersetzungen zwischen den politischen Akteuren in Athen. Problematisch ist allerdings die Tatsache, dass Thukydides genaue Kenntnisse über die Hintergründe einer Verschwörung haben will, die offensichtlich nicht einfach aufzudecken war und über die eine ganze Polis rätselte. Thukydides nimmt zudem klar Partei für Alkibiades und stellt seine Gegner als „schlechte Leute“ dar. Letztlich zeigt er aber auf, wie durch Gerüchte und eine gewisse Eigendynamik ein Bürger Athens, der vom gewohnten Durchschnitt abweicht, aus der Gesellschaft ausgeschlossen wird. Es scheint, dass nur ein Bürger, der nicht dem gängigen Bild entspricht, zu solchen Taten fähig sei. Seine teils exzentrische Lebensweise musste Alkibiades daher mit seiner Emigration bezahlen, der Hermenfrevel – folgt man den Ausführungen des Thukydides – galt dabei lediglich als Vorwand.

### Cornelius Nepos
In seiner Alkibiades-Biographie zeigt der über 300 Jahre nach den Vorgängen geborene römische Historiker Cornelius Nepos die grundlegenden Ereignisse auf, führt aber noch das zusätzliche Detail an, dass sämtliche Hermen Athens von der Schändung betroffen gewesen seien, bis auf die, die vor dem Haus des Andokides standen. Diese Behauptung ist in Quellen, die näher an der Zeit verfasst wurden, nicht nachgewiesen. Wohl trat aber Andokides als Kronzeuge gegen Alkibiades auf.